# Taranta Peligna
Taranta Peligna är en ort och kommun i provinsen Chieti i regionen Abruzzo i Italien. Kommunen hade 353 invånare (2018).